# Zdzisław Bogusz
Zdzisław Bogusz (ur. 21 maja 1937 w Wyrębie) – polski lekkoatleta długodystansowiec i maratończyk.
Trzykrotnie wystąpił w biegu maratońskim na mistrzostwach Europy. W Budapeszcie (1966) zajął 23. miejsce, w Atenach (1969) 12. miejsce, a w Helsinkach (1971) 21. miejsce.
Był mistrzem Polski w maratonie w 1966, 1968, 1969 i 1970 oraz wicemistrzem w maratonie w 1971, w biegu na 10 000 metrów w 1965 i 1967 oraz w biegu przełajowym na 12 kilometrów w 1968.
Dwukrotnie ustanawiał rekord Polski w maratonie, doprowadzając go do 2:19:46,4 (15 września 1968 w Zielonej Górze).
W latach 1967–1968 startował w dwóch meczach reprezentacji Polski w biegu na 10 000 metrów, bez zwycięstw indywidualnych.
Rekordy życiowe:
- bieg na 1000 metrów – 2:26,8 (11 maja 1966, Wałcz)
- bieg na 1500 metrów – 3:48,1 (21 sierpnia 1965, Kalisz)
- bieg na 3000 metrów – 8:10,8 (10 września 1968, Warszawa)
- bieg na 5000 metrów – 14:07,0 (2 lipca 1968, Kalisz)
- bieg na 10 000 metrów – 29:38,8 (19 sierpnia 1967, Chorzów)
- bieg maratoński – 2:19:46,4 (15 września 1968, Zielona Góra)
- bieg na 3000 metrów z przeszkodami – 9:11,8 (10 października 1967, Warszawa)

Był zawodnikiem Warszawianki.